# Friedrich Schulze (Politiker, 1888)
Friedrich Schulze (* 2. September 1888; † 27. Dezember 1963) war ein Bremer Politiker (Bremer Demokratische Volkspartei BDV, CDU) und Mitglied der Bremischen Bürgerschaft.  

## Biografie
Schulze war als Kaufmann in Bremen tätig.
Er war Mitglied der BDV und ab um Februar 1947 der CDU.
Vom April 1946 bis 1951 war er Mitglied der ersten gewählten Bremischen Bürgerschaft und in Deputationen der Bürgerschaft tätig. Ab April 1946 war er für die BDV und ab 10. April 1947 bis 1951 für die CDU  Vizepräsident der Bürgerschaft.